# Elatostema lingua
Elatostema lingua är en nässelväxtart som beskrevs av H. Schröter. Elatostema lingua ingår i släktet Elatostema och familjen nässelväxter. Inga underarter finns listade i Catalogue of Life.